# Tetiana Czornowoł
Tetiana Mykołajiwna Czornowoł, ukr. Тетяна Миколаївна Чорновол (ur. 4 czerwca 1979 w Kijowie) – ukraińska dziennikarka i działaczka społeczna, aktywistka Euromajdanu, posłanka do Rady Najwyższej.

## Życiorys
W 1996 związała się z nacjonalistyczną organizacją UNA-UNSO, później była jej sekretarzem prasowym. Na przełomie lat 2000–2001 uczestniczyła w protestach w ramach akcji skierowanej przeciw rządom prezydenta Łeonida Kuczmy (tzw. Ukraina bez Kuczmy), po jej zakończeniu i rozpoczęciu w 2001 przez UNA-UNSO rozmów z władzami porzuciła tę organizację. W latach 1998–2001 kierowała kijowskim centrum informacyjnym Czeczeńskiej Republiki Iczkerii. W 2001 ukończyła studia dziennikarskie w Międzynarodowym Instytucie Lingwistyki i Prawa w Kijowie. Pracowała jako dziennikarka m.in. pisma „Polityka i Kultura” oraz portalu „Obozrewatel”. Od 2010 związana z Kijowskim Instytutem Problemów Zarządzania. Podjęła także współpracę z gazetą internetową „Ukrajinśka prawda”.
Specjalizowała się w dziennikarstwie śledczym, podejmując tematykę korupcji na Ukrainie. Opisywała kwestię majątków i sposobów ich gromadzenia przez Wiktora Janukowycza, jego otoczenie i rodzinę. Jako pierwsza zajęła się sprawą zamieszkałej przez lidera Partii Regionów rezydencji Meżyhirja. W 2002 kandydowała do parlamentu z listy wyborczej Przeciw Wszystkim, a w 2012 w okręgu jednomandatowym z ramienia Batkiwszczyny. W 2013 w ramach obywatelskiego nieposłuszeństwa znalazła się w gronie osób protestujących na sesji stołecznej rady miejskiej przeciw jej dalszemu funkcjonowaniu mimo upływu kadencji – została wówczas ukarana grzywną.
Aktywnie uczestniczyła w antyrządowych protestach w ramach Euromajdanu, stając się jednym z ich przywódców. 25 grudnia 2013 została napadnięta przez grupę mężczyzn w pobliżu portu lotniczego Kijów-Boryspol – wyciągnięta z samochodu i następnie brutalnie pobita. Zdarzenie to wiele osób, w tym również Tetiana Czornowoł, powiązało z jej publiczną aktywnością.
W marcu 2014 objęła stanowisko pełnomocnika rządu ds. polityki antykorupcyjnej, zrezygnowała z tej funkcji w sierpniu tego samego roku m.in. z powodu śmierci męża. We wrześniu dołączyła do założycieli Frontu Ludowego, 4 września została doradcą ministra spraw wewnętrznych Arsena Awakowa, a 5 września żołnierzem batalionu „Azow”. W przedterminowych wyborach parlamentarnych w październiku 2014 uzyskała mandat deputowanej VIII kadencji, który wykonywała do 2019.
W lutym 2022 w trakcie inwazji Rosji na Ukrainę dołączyła do jednej z brygad zmechanizowanych. Brała m.in. udział w powstrzymaniu rosyjskich czołgów w rejonu browarskim.

## Życie prywatne
Jej mężem był Mykoła Berezowy, żołnierz batalionu „Azow”, który zginął 10 sierpnia 2014 pod Iłowajśkiem w trakcie bitwy z separatystami. Tetiana Czornowoł ma córkę i syna.

## Odznaczenia
Odznaczona Order „Za odwagę” III klasy (2019).